# Alliopsis problella
Alliopsis problella este o specie de muște din genul Alliopsis, familia Anthomyiidae, descrisă de Fan și Wu în anul 1983. Conform Catalogue of Life specia Alliopsis problella nu are subspecii cunoscute.